# Olry Worms de Romilly
Olry Worms de Romilly (ursprünglich Olry Hayem Worms; geboren 19. September 1759 in Sarrelouis; gestorben 7. Mai 1849 in Paris) war ein französischer Bankier. Er war von 1826 bis 1843 Präsident des Consistoire central israélite.

## Leben
Worms de Romilly war zunächst wie sein Vater als Großhändler in Lothringen tätig. 1778 übertrug der Vater seiner ersten Frau sein Vermögen auf seine Nachfahren, was seine Geschäfte maßgeblich förderte.
Ab 1790 war er als Bankier in Paris tätig; seine dritte Frau brachte 1792 ein Vermögen von 20.000 Livres in die Ehe ein. Ein Jahr später wohnte er in der Rue de Bondy 44. 1796 war er an der Gründung der Bank Caisse des comptes courants beteiligt. Er erwarb 1796 oder 1797 das Schloss von Romilly-sur-Seine und änderte 1808 seinen Namen von „Olry Hayem Worms“ zu „Olry Worms de Romilly“. In Romilly-sur-Seine gründete er mit einem Kapitaleinsatz von 150.000 Francs eine Wirkwarenfabrik.
Von 1801 bis 1814 war er zweiter Stellvertreter des Bürgermeisters des 5. Arrondissements von Paris. Worms de Romilly gehörte zu den 111 Vertretern des französischen Judentums, die 1806 in die von Napoleon gegründete Assemblée solennelle des juifs de France berufen wurden. Aus dieser Versammlung ging 1808 das Consistoire central israélite hervor. 1826 wurde Worms de Romilly zum Vorsitzenden des Konsistoriums gewählt; dieses Amt hatte er bis 1843 inne.
1814 wurde er in die Ehrenlegion aufgenommen. 1830 erwarb er das Hôtel de Sechtré in Paris.

## Familie
Olry Hayem Worms wurde als Sohn von Hayem Worms (1730–1812) und seiner Frau Keile Levy (1738–1805) geboren. Sein Bruder war Léon Chaim Worms (1766–1839). Olry Hayem Worms heiratete zuerst Blimle Levy (1759–1784)  und im Jahre 1792 in dritter Ehe Flore Zacharie (1773–1821). Aus seinen drei Ehen hatte Worms de Romilly insgesamt sechs Kinder, drei Söhne und drei Töchter. Eine der Töchter heiratete den Baron Maurice de Haber (1798–1872), eine andere Abraham Gustave Rodrigues-Henriques (1800–1856).
Olry Worms de Romilly war der Großvater von Henri Félix Louis Worms de Romilly (1824–1903), einem französischen Chemiker und Physiker, Doktor der Rechtswissenschaften und Bürgermeister von Le Mesnil-le-Roi, Mitbegründer und Präsident der Société française de physique. Olry Worms de Romilly war der Urgroßvater von Hippolyte Worms, dem Begründer der Banque Worms.